# Braga Open
Il Braga Open è un torneo professionistico di tennis che si gioca sulla terra rossa, parte dell'ATP Challenger Tour. Si gioca annualmente al Clube Ténis Braga di Braga in Portogallo. La prima edizione è stata giocata dal 7 al 13 maggio 2018.
Nel 2017 il circuito Challenger era tornato a fare tappa in Portogallo con il Lisboa Belém Open, a distanza di quindici anni dall'ultimo torneo Challenger che si era disputato nel Paese. La prima edizione del Braga Open fu inserita nel calendario subito dopo lo svolgimento del Millennium Estoril Open, torneo delle ATP World Tour 250 series disputato a Cascais, nei pressi della capitale Lisbona.

## Albo d'oro

### Singolare
| Anno | Campione                  | Finalista                    | Punteggio        |
| ---- | ------------------------- | ---------------------------- | ---------------- |
| 2024 | Elmer Møller              | Daniel Elahi Galán           | 6–4, 7–6(4)      |
| 2023 | Oriol Roca Batalla        | Duje Ajduković               | 4–6, 6–1, 6–1    |
| 2022 | Nicolas Moreno de Alboran | Matheus Pucinelli de Almeida | 6–2, 6–4         |
| 2021 | Thiago Monteiro           | Nikola Milojević             | 7–5, 7–5         |
| 2020 | Non disputato             | Non disputato                | Non disputato    |
| 2019 | João Domingues            | Facundo Bagnis               | 6(5)–7, 6–2, 6–3 |
| 2018 | Pedro Sousa               | Casper Ruud                  | 6–0, 3–6, 6–3    |

### Doppio
| Anno | Campioni                              | Finalisti                                 | Punteggio           |
| ---- | ------------------------------------- | ----------------------------------------- | ------------------- |
| 2024 | Théo Arribagé Francisco Cabral (2)    | Marco Bortolotti Daniel Cukierman         | 6–3, 6–4            |
| 2023 | Marco Bortolotti Alexandru Jecan      | Stefano Travaglia Alexander Weis          | 7–5, 7–5            |
| 2022 | Vít Kopřiva Jaroslav Pospíšil         | Jeevan Nedunchezhiyan Christopher Rungkat | 3–6, 6–3, [10–4]    |
| 2021 | Nuno Borges Francisco Cabral (1)      | Jesper de Jong Bart Stevens               | 6–3, 6(4)–7, [10–5] |
| 2020 | Non disputato                         | Non disputato                             | Non disputato       |
| 2019 | Gerard Granollers Pujol Fabrício Neis | Kimmer Coppejans Zdeněk Kolář             | 6–4, 6–3            |
| 2018 | Sander Arends Adil Shamasdin          | Ariel Behar Miguel Ángel Reyes Varela     | 6–2, 6–1            |